# Ал-Каида
Ал-Ка̀ида (на арабски: القاعدة‎, „Базата“) е сунитска ислямистка терористична организация, ръководена от саудитеца Осама бин Ладен и неговия заместник египтянина Айман ал-Зауахири.
Ал-Каида е извършвала атаки срещу цивилни, икономически и военни цели на САЩ и техните съюзници; като например бомбените атентати срещу американското посолство през 1998 г., бомбардировките срещу USS Cole[необходимо е уточнение] и атаките  от 11 септември 2001 година срещу Световния търговски център в Ню Йорк[необходимо е уточнение], и срещу Пентагона.[необходимо е уточнение]
Организацията води началото си от няколко по-малки групировки, създадени по време на съветската окупация на Афганистан. Лидерът на Ал-Кайда Осама Бин Ладен формира фундаменталистската си идеология от ислямските революционни идеи, развити от Саид Кутб. 
В статия, публикувана във вестник „Гардиън“ през 2005 година, бившият британски външен министър Робин Кук отбелязва, че Бин Ладен е „резултат от огромна грешка в преценката на западните служби за сигурност“ и че „през 80-те години е въоръжен от ЦРУ и финансиран от саудитците, за да води джихад срещу руската окупация в Афганистан“. Името на организацията, продължава Кук, буквално означава „базата данни“ и произлиза от името на компютърен файл с данни за хиляди муджахидини, набрани и обучени с помощта на ЦРУ, за да победят руснаците. Изявленията на Осама Бин Ладен от края на 90-те години на миналия век са обявяване на джихад срещу Съединените щати, Израел и съюзническите правителства, които той обвинява в подкопаване на ислямските принципи и окупиране на свещени земи.[необходимо е уточнение] В статията в "Гардиън" Кук сравнява зверствата на Осама Бин Ладен с тези, на генерал Ратко Младич от клането в Сребреница, за които е осъден от Международния наказателен съд в Хага за престъпления срещу човечеството.[необходимо е уточнение]
Организацията използва и името Каидат ал-Джихад (на арабски: قائد الجهاد – База на джихада).

## По-големи атаки
- 29 декември 1992, Аден, Йемен – взривени са 3 често посещавани от чужденци хотела, загиват 2-ма души; смята се, че това е първата операция на групировката.
- 26 февруари 1993, Ню Йорк, САЩ – първи атентат срещу Световния търговски център, загиват 6, ранените са над 1000 души.
- 7 август 1998, Кения и Танзания – взривени са американските посолства в Найроби и Дар-ес-Салаам; убитите са 224, над 4000 души са ранени.
- 12 октомври 2000, Аден, Йемен – терористи взривяват пълна с експлозиви лодка в близост до USS Cole, убивайки 19 моряци и ранявайки 37 други.
- 11 септември 2001, Ню Йорк и Вашингтон, САЩ – над 3000 души загиват при най-мащабната операция на организацията – Атентати на 11 септември.
- 11 април 2002, Гриба, Тунис – камион бомба унищожава синагога, 21 загиват, а над 30 са ранени.
- 6 октомври 2002, Аден, Йемен – танкерът „Лимбург“ е атакуван с лодка, пълна с експлозиви; загива българският моряк Атанас Атанасов, а 12 други моряци са ранени.
- 12 октомври 2002, остров Бали, Индонезия – атакувани са дискотека и бар, посещавани от чужденци; 202-ма души загиват, а над 220 са ранени.
- 28 ноември 2002, Момбаса, Кения – взривен е израелски хотел, при което загиват 13 души, а над 80 са ранени; минути по-късно неизвестни лица изстрелват ракети земя-въздух по самолет на израелските авиолинии, като по чудо те не улучват самолета с 271 пътници на борда.
- 12 май 2003, Рияд, Саудитска Арабия – унищожени са няколко жилищни комплекса, в които живеят чужденци; убитите са 26, а ранените над 160 души.
- 16 май 2003, Казабланка, Мароко – 33-ма загиват, а над 100 души са ранени след нападения срещу ресторант и кафене, често посещавани от чужденци.
- 8 ноември 2003, Рияд, Саудитска Арабия – отново са атакувани жилищни комплекси, загиват 18, а над 110 души са ранени.
- 15 ноември 2003, Истанбул, Турция – терористи взривяват 2 синагоги, убивайки 27 и ранявайки над 300 души.
- 20 ноември 2003, Истанбул, Турция – взривени са офисите на HSBC и сградата на британското консулство. Загиват 33-ма, включително британският посланик, а над 400 души са ранени.
- 27 декември 2003, Кербала, Ирак – база „Индия“ загиват 5 български войници, 2 тайландски войници, 7 иракски войници и 5 иракски цивилни  взривят камион с бомба а повече 200 са ранени а Антентатори са 2.
- 11 март 2004, Мадрид, Испания – терористи взривяват 4 влака, убивайки 192 и ранявайки над 2050 души (виж Бомбени атентати в Мадрид (2004)).
- 7 юли 2005, Лондон, Великобритания – 4-ма терористи камикадзе се самовзривяват в 3 станции на метрото и 1 автобус; загиват 52-ма, а ранените са над 700 души (виж Бомбени атентати в Лондон).
- 23 юли 2005, Шарм ел-Шейх, Египет – атакувани са 3 хотела, пълни с чужденци, вследствие на което загиват 88 души, а над 150 души са ранени.
- 1 октомври 2005, остров Бали, Индонезия – отново са атакувани няколко заведения на популярния за туристите остров; загиват 20 души, а над 130 са ранени.
- 9 ноември 2005, Аман, Йордания – взривени са 3 хотела, 60 души загиват, а 115 са ранени; мнозинството от жертвите са мюсюлмани, което довежда до протести срещу атаката.
- 2 март 2006, Карачи, Пакистан – 4-ма загиват и над 30 души са ранени след атака с кола бомба срещу сградата на американското посолство.
- 11 април и 11 декември 2007, Алжир, Алжир – през април са взривени бомби пред дома на премиера и полицейско управление, загиват 23-ма, ранените са над 160 души. През декември същата година терористи самоубийци атакуват сградите на ООН и Конституционния съвет на Алжир. При атентата загиват 41 (включително 17 миротворци на ООН), а ранените са над 170 души.
- 2 юни 2008 Исламабад, Пакистан – атака с кола бомба срещу посолството на Дания. Загиват 8 души, а над 40 са ранени.